# Jouni Pellinen
Jouni Pellinen (Imatra, 11 maggio 1983) è un ex sciatore alpino e sciatore freestyle finlandese.

## Biografia

### Stagioni 1999-2008
Pellinen iniziò la sua carriera nello sci alpino: attivo in gare FIS dal gennaio del 1999, esordì in Coppa Europa il 1º dicembre 2004 a Levi in slalom gigante (28º) e in Coppa del Mondo il 22 dicembre 2005 a Kranjska Gora in slalom speciale, senza completare la prova.
Nella stagione 2006-2007 ottenne il miglior piazzamento in Coppa del Mondo, il 20 dicembre a Hinterstoder in supergigante (28º), e prese parte alla sua unica rassegna iridata: ai Mondiali di Ãre si classificò 40º nella discesa libera, 33º nel supergigante, 4º nella gara a squadre e non completò la supercombinata. Prese per l'ultima volta il via in Coppa del Mondo il 2 marzo 2008 a Kvitfjell in supergigante, senza completare la prova.

### Stagioni 2009-2011
Dalla stagione 2008-2009 si dedicò al freestyle, specialità ski cross, pur continuando a prendere parte ad alcune gare minori di sci alpino in Finlandia (l'ultima fu lo slalom gigante dei Campionati finlandesi 2012, disputato il 13 aprile a Levi e non completato da Pellinen): debuttò nella disciplina in occasione della gara di Coppa Europa disputata il 21 dicembre a Grasgehren (5º), ed esordì in Coppa del Mondo il 5 gennaio a Sankt Johann in Tirol/Oberndorf in Tirol (33º).

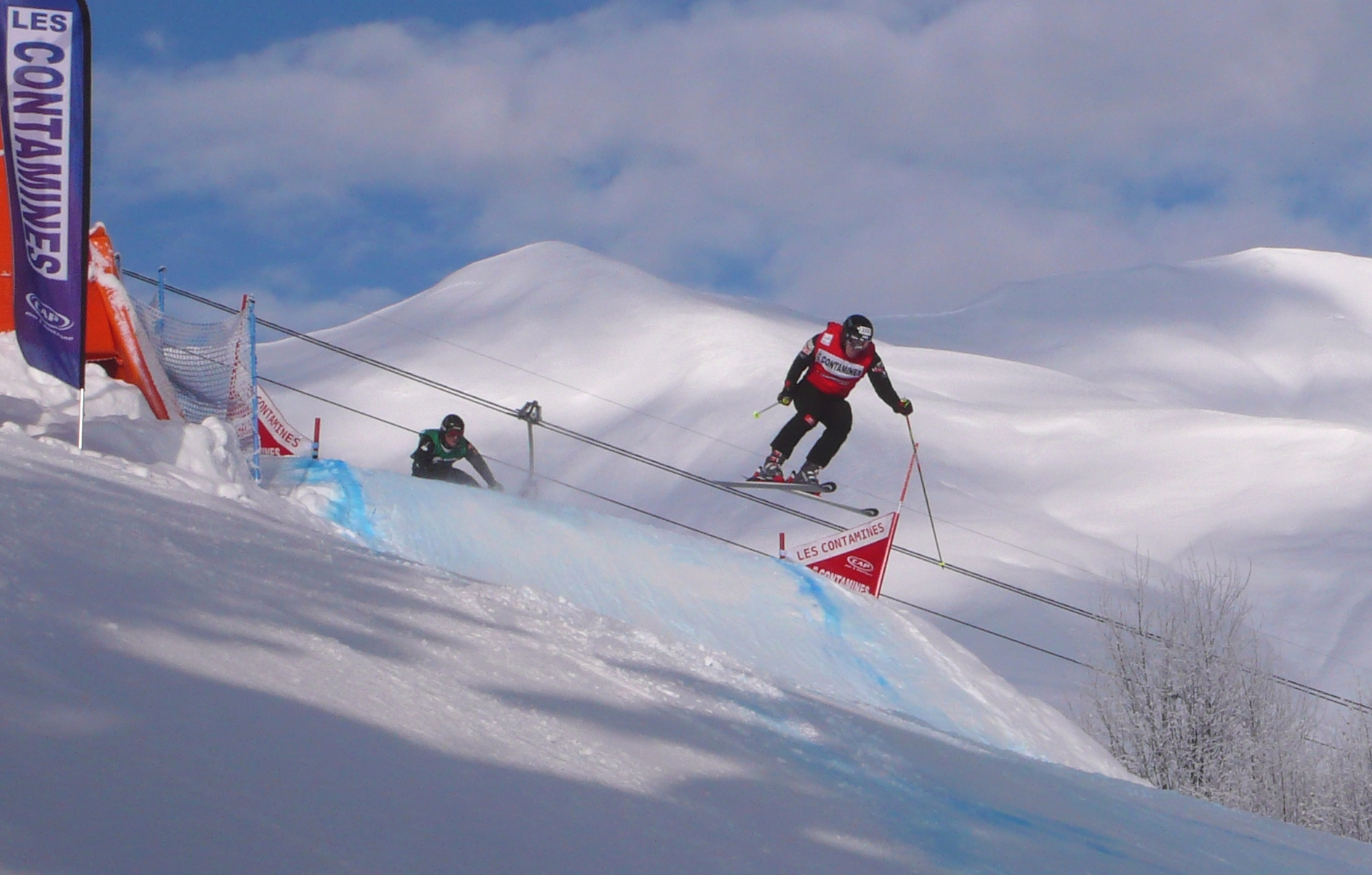
Pellinen in gara a Les Contamines nel 2010

Ai successivi Mondiali di Iwanashiro 2009, sua prima presenza iridata, si classificò 16º, mentre a quelli di Deer Valley 2011 vinse la medaglia d'argento; il 3 marzo dello stesso anno conquistò a Grindelwald il primo podio in Coppa del Mondo (2º) e il 6 marzo successivo la prima vittoria, a Meiringen/Hasliberg. Chiuse quella stagione in Coppa del Mondo al 3º posto nella classifica di ski cross, a 362 punti dal vincitore Andreas Matt.

### Stagioni 2012-2015
Il 3 marzo 2012 conquistò a Branäs la seconda e ultima vittoria in Coppa del Mondo e il 15 gennaio 2013 l'ultimo podio, a Megève (2º); nello stesso anno ai Mondiali di Oslo/Voss 2013 fu 4º.
Ai XXII Giochi olimpici invernali di Soči 2014, sua unica presenza olimpica, si classificò al 13º posto, mentre ai Mondiali di Kreischberg 2015, suo congedo iridato, si piazzò 19º. Si ritirò al termine di quella stessa stagione 2014-2015 e la sua ultima gara in carriera fu quella di Coppa del Mondo disputata a Megève il 14 marzo, chiusa da Pellinen al 27º posto.

## Palmarès

### Sci alpino

#### Coppa del Mondo
- Miglior piazzamento in classifica generale: 143º nel 2007

#### Coppa Europa
- Miglior piazzamento in classifica generale: 89º nel 2007

#### Campionati finlandesi
- 3 medaglie:
  - 1 oro (slalom gigante nel 2004)
  - 1 argento (supergigante nel 2009)
  - 1 bronzo (slalom speciale nel 2006)

### Freestyle

#### Mondiali
- 1 medaglia:
  - 1 argento (ski cross a Deer Valley 2011)

#### Coppa del Mondo
- Miglior piazzamento in classifica generale: 9º nel 2011
- Miglior piazzamento nella classifica di ski cross: 3º nel 2011
- 4 podi:
  - 2 vittorie
  - 2 secondi posti

##### Coppa del Mondo - vittorie
| Data         | Località            | Paese    | Specialità |
| ------------ | ------------------- | -------- | ---------- |
| 6 marzo 2011 | Meiringen/Hasliberg | Svizzera | SX         |
| 3 marzo 2002 | Branäs              | Svezia   | SX         |

Legenda:

SX = ski cross

#### Coppa Europa
- Miglior piazzamento nella classifica di ski cross: 30º nel 2013